# Гертруда Вивер
Гертруда Тонпон Вивер (енгл. Gertrude Tonpon Weaver; Округ Лафејет, 4. јул 1898 — Камден, 6. април 2015) била је америчка суперстогодишњакиња која је према гинисовој књизи рекорда носила титулу најстарије живе особе на свету у периоду од 1. до 6. априла 2015. године.

## Биографија
Гертруда Вивер рођена је у округу Лафејет, Арканзас, Сједињене Америчке Државе, 4. јула 1898. године. Њени родитељи били су Чарлс Гејнс и Офелија Џефрис. Удала се за Џенија Вивера 18. јула 1915. године и имали су четворо деце. Џени је преминуо 1969. године.
17. децембра 2012. године, након смрти 115-годишње Дине Манфредини,  постала је најстарија жива особа у Сједињеним Америчким Државама.
У време њеног 116. рођендана 2014. године, њен син Џо је имао 93. године, а напунио је 94 дан након њене смрти. Џо је преминуо 9. септембра 2018. године у 97. години живота.
1. априла 2015. године, након смрти 117-годишње Мисао Окаве из Јапана, постала је најстарија жива особа на свету.
Гертруда Вивер преминула је у Камдену, Арканзас, Сједињене Америчке Државе, 6. априла 2015. године, у доби од 116 година и 276 дана. Након њене смрти, тада 115-годишња Џерлин Тали постала је најстарија жива особа у Сједињеним Америчким Државама и на свету.